# Comment séduire une amie
Pour plus de détails, voir Fiche technique et Distribution.
Comment séduire une amie (Playing It Cool) est une comédie romantique américaine réalisée par Justin Reardon, sorti en 2014.

## Synopsis
Un écrivain n'ayant plus foi en l'amour rencontre une magnifique jeune femme lui redonnant le goût de Cupidon, mais victime de ses mensonges il devra faire en sorte de rallumer la flamme et de comprendre le sens de l'amour.

## Fiche technique
Source principale : Internet Movie Database - cf.. liens externes
- Titre original : Playing It Cool
- Titre français : Comment séduire une amie (Titre sortie DVD, non sorti au cinéma en France)
- Réalisation : Justin Reardon
- Scénario : Chris Shafer et Paul Vicknair
- Décors : Lisa Clark
- Costumes : Beth Pasternak
- Photographie : Jeff Cutter
- Montage : Catherine Haight
- Musique : Jake Monaco
- Production : Nicolas Chartier, Craig J. Flores, McG, Mary Viola, Dominic Rustam (coproducteur)
  - Production déléguée : Chris Evans
  - Production exécutive : Bruce Wayne Gillies, Jon Poll
- Société(s) de production : Voltage Pictures (en), Wonderland Sound and Vision (en)
- Société(s) de distribution : Vertical Entertainment (en) (États-Unis, 2015)
- Budget :
- Pays d'origine :  États-Unis
- Langue originale : anglais
- Genre : comédie romantique
- Format : couleur
- Durée : 94 minutes
- Dates de sortie :
  - Estonie : 26 septembre 2014
  - États-Unis : 11 avril 2015 (Festival international du film de Dallas)
  - France : 7 décembre 2015 (en VOD) et 1er mars 2016 (sortie DVD)[1]

## Distribution
- Chris Evans : le narrateur
- Michelle Monaghan : elle
- Aubrey Plaza : Mallory
- Ioan Gruffudd : Stuffy
- Anthony Mackie : Bryan
- Topher Grace : Scott
- Patrick Warburton : Dick
- Martin Starr : Lyle
- Luke Wilson : Samson
- Philip Baker Hall : grand papa
- Ashley Tisdale : elle-même
- Matthew Morrison : lui-même
- Jaeden Lieberher : le narrateur enfant